# Bigge Island
Bigge Island (nome aborigeno: Wuyurru) è un'isola dell'arcipelago Bonaparte; è situata al largo della costa nord dell'Australia Occidentale, nelle acque dell'oceano Indiano. Appartiene alla Local government area della Contea di Wyndham-East Kimberley, nella regione di Kimberley.

## Geografia
Bigge Island è la seconda isola più grande dell'arcipelago Bonaparte, dopo Augustus Island; ha una superficie totale di 178,50 km². Ha una forma irregolare con una lunghezza di 22 chilometri e una larghezza di 6 chilometri. Si trova nella parte settentrionale dell'arcipelago tra lo York Sound e il Montague Sound, a circa 6 chilometri dalla terraferma, da cui è separata dallo Scott Strait, e circa 10 miglia nautiche a nord di Cape Pond. L'isola ha molte baie circondate da scogliere poco profonde lungo una costa fortemente frastagliata su tutti e quattro i lati. Boomerang Bay è l'insenatura più grande e si trova sul lato occidentale dell'isola.
Geologicamente, l'isola è composta da arenarie meteorizzate e diabase che formano un terreno accidentato con solchi profondi e fessure nella roccia. Il punto più alto dell'isola è Savage Hill che misura 143 metri di altezza ed è situato sulla costa meridionale di fronte allo Scott Strait; il punto più settentrionale è Cape Chateaurenaud. Tra le maggiori isole che circondano Bigge Island ci sono: Berthier Island e le isole Maret a nord-ovest, Prudhoe a nord-est, Purrungku e Capstan a sud-est.
La mancanza di predatori selvatici rende l'isola un habitat ideale per specie vulnerabili di mammiferi come il monjon (o warabi), l'opossum a coda squamosa e il quoll settentrionale.

## Storia
I proprietari tradizionali dell'area sono i popoli Uunguu del gruppo linguistico Wunambal, che chiamano l'isola Wuyurru. L'arte rupestre australiana indigena si trova sulle scogliere e sulle pareti delle caverne attorno a Wary Bay (insenatura a nord-ovest dell'isola). I dipinti includono raffigurazioni del primo contatto e di spiriti della mitologia aborigena (Wandjina). L'arte rupestre è stata creata dal popolo Wunambal. [5]